# Nattriss Head
Das Nattriss Head ist eine kleine, felsige und markante Landspitze an der Südostküste Südgeorgiens. Sie markiert die Südseite der Einfahrt zum Drygalski-Fjord.
Teilnehmer der Zweiten Deutschen Antarktisexpedition (1911–1912) unter der Leitung des deutschen Polarforschers Wilhelm Filchner kartierten ihn. Namensgeber ist E. A. Nattriss (1881–1960), Mitglied des Ausschusses zu den britischen Discovery Investigations.